# Pierre Gastiger
Pierre Gastiger (Hayange, 28 febbraio 1893 – Rennes, 8 marzo 1943) è stato un calciatore francese, di ruolo centrocampista.
Era il fratello di Maurice Gastiger.

## Carriera

### Club
Con il Stade rennais ha perso la finale di Coupe de France 1921-1922.

### Nazionale
Ha partecipato con la Nazionale francese ai Giochi olimpici del 1920 senza scendere in campo.